# Hydraena szechuanensis
Hydraena szechuanensis är en skalbaggsart som beskrevs av Pu 1951. Hydraena szechuanensis ingår i släktet Hydraena och familjen vattenbrynsbaggar. Inga underarter finns listade i Catalogue of Life.